# Кауки, Гайя
Га́йя Ка́уки (итал. Gaia Cauchi, род. 19 ноября 2002, Мджарр, Мальта) — мальтийская певица, победительница песенного конкурса «Детское Евровидение – 2013» и международного конкурса «Детская Новая волна 2015», участница международного конкурса «Новая волна 2024».
Педагог Гайи Кауки по вокалу — мальтийская певица Джиллиан Аттард.

## Биография
Гайя Кауки родилась и живёт в маленьком деревенском посёлке Мджарр на острове Мальта. Петь она начала в два с половиной года.
В 2011 году, когда Гайе было восемь лет, она приняла участие в детском (до 15 лет) конкурсе талантов «Ti lascio una canzone» на итальянском телеканале Rai Uno, на котором пела дуэтом с такими известными итальянскими певцами, как Алекс Бритти и Алессандра Аморосо.
В 2012 году, в девять лет, Гайя заняла первое место в категории от 6 до 9 лет в небольшом, но престижном ежегодном детском международном конкурсе «sanremoJunior» (не путать со знаменитым фестивалем итальянской песни «Сан-Ремо»), после чего на церемонии 2013 Malta Music Awards получила награду «International Achievement Award» («За международные достижения»). Отбор представителя Мальты на этот фестиваль проходил в рамках телепрограммы «Showbiz» на мальтийском One TV(en).

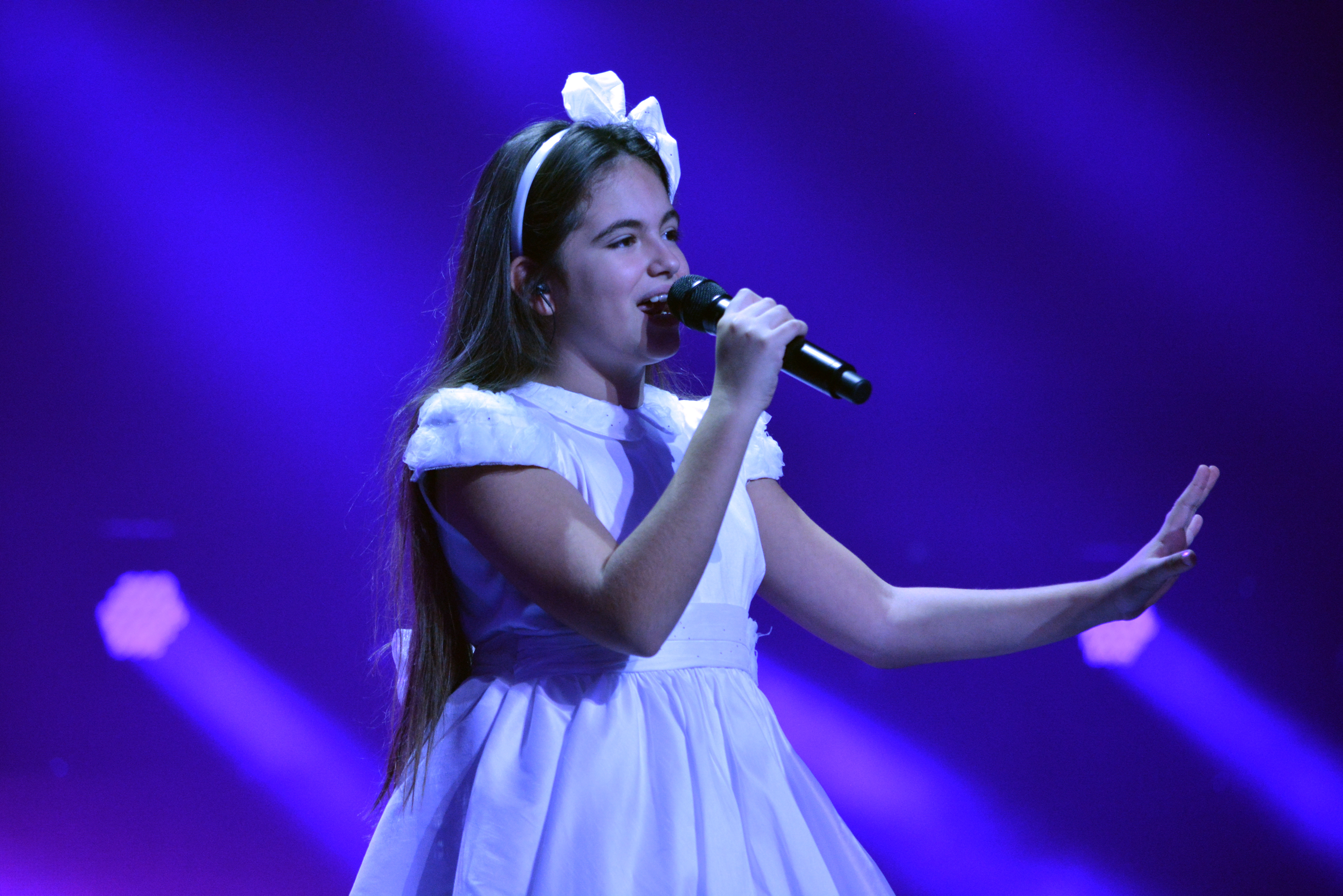
Гайя Кауки на генеральной репетиции «Детского Евровидения 2013»

Среди других достижений Гайи можно отметить победу на итальянском детском (от 5 до 15 лет) конкурсе талантов «Italian Talent Lab» и победу в седьмом сезоне телевизионного конкурса «Una stella sta nascendo» производства локального сицилийского Tele Radio Ciclope (c перевёдённой на итальянский песней «Noti u Kliem»).
В 2013 году мальтийская национальная телекомпания PBS(en) решила вернуться на конкурс «Детское Евровидение», выбрав для участия Гайю Кауки с песней «The Start». (Публичного отбора кандидатов не проводилось, Гайя была выбрана самой телекомпанией). Конкурс «Детское Евровидение 2013» состоялся 30 ноября в Киеве и принёс Гайе Кауки победу (со 130 очками).
Через два дня после победы на «Евровидении», 2 декабря, премьер-министр Мальты встретился с Гайей и объявил ей, что кабинет министров единогласно решил присудить ей награду Мальты, медаль Għall-Qadi tar-Repubblika (en).
Также Гайя присутствовала на финале Конкурса песни «Евровидения 2014» в Green Room, где исполнила припев и куплет из своей победной песни «The Start».
С 11 по 13 августа 2015 года принимала участие в международном конкурсе-фестивале популярной музыки «Детская Новая волна 2015». По итогам двух конкурсных дней Гайя набрала наибольшее количество баллов (194 балла), и стала победителем конкурса.
В 2016 и 2022 годах Гайя была глашатаем от Мальты на «Детском Евровидении».